# La Fueva
La Fueva è un comune spagnolo di 607 abitanti situato nella comunità autonoma dell'Aragona.

Fa parte della comarca del Sobrarbe.